# Closantel
Closantel is een anthelminthicum, een antiparasitische stof die in de diergeneeskunde ingezet wordt tegen inwendige parasieten. Het is een derivaat van salicylanilide. Het is werkzaam tegen verschillende soorten en ontwikkelingsstadia van trematoden (in het bijzonder leverbot), nematoden en artropoden. Het is een wit tot geel poeder, onoplosbaar in water. Het wordt veel gebruikt bij runderen en schapen, en het wordt daarbij gecombineerd met een benzimidazoolderivaat zoals mebendazol. Het middel kan zowel oraal toegediend worden als via een injectie.
In de Europese Unie was het verboden om closantel toe te dienen aan dieren die melk produceren voor menselijke consumptie, maar op 14 maart 2012 heeft de Europese Commissie, op vraag van Ierland, dit verbod opgeheven en een voorlopige maximumwaarde vastgesteld voor residu van closantel in melk van 45 µg/kg. In afwachting van het resultaat van bijkomende wetenschappelijke studies is deze voorlopige waarde in de tijd beperkt tot 1 januari 2014.
Closantel werd ontwikkeld door Janssen Pharmaceutica in de jaren 1970. Janssen Pharmaceutica verkoopt het onder de merknaam Flukiver Combi (closantel+mebendazol). Er zijn inmiddels vele andere producten met closantel op de markt.
De ATCvet-code van closantel is QP52AG09.